# Kardinál prefekt
Kardinálové prefekti (lat. cardinalis prefectus) jsou kardinálové kurie, kteří stojí v čele některých vatikánských dikasterií. Patří mezi ně především prefekti kongregací a vedoucí prefektury pro ekonomické záležitosti Svatého stolce, ale také vedoucí Apoštolské signatury. V minulosti se představeným těchto dikasterií říkalo proprefekti, pokud nebyli kardinály.
Odpovídají za všechny operace v rámci své kuriální pravomoci a její činnosti. Zpravidla je jim přidělen biskup, který řídí jejich dikasterium.
Předsedové ostatních institucí Římské kurie, jako jsou papežské rady a papežské komise, se obvykle nazývají předsedové – bez ohledu na to, zda byli jmenováni kardinály, či nikoli. Při řízení a výkonu svého úřadu mají stejná práva a povinnosti jako kardinálové prefekti. Vedoucí Apoštolské penitenciárie se nazývá kardinál penitenciář.